# Glimmer
Denna artikel handlar om mineralgruppen Glimmer. För Andi Almqvists album med samma namn, se Glimmer (musikalbum).

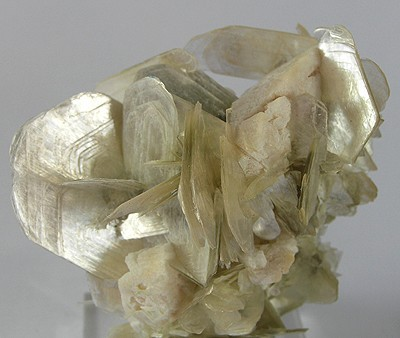
Muskovit

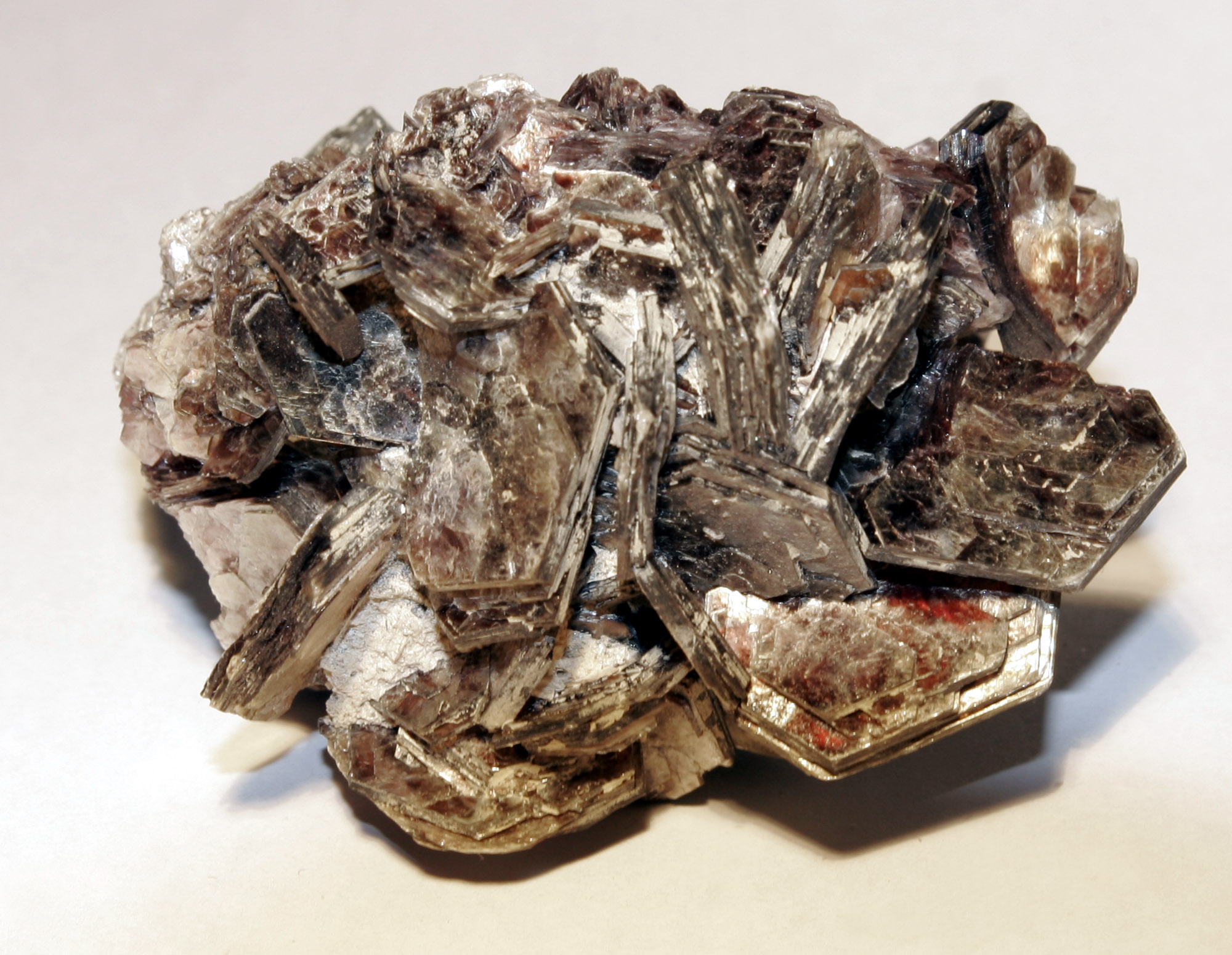
Glimmer

Glimmer är en mineralgrupp där huvudbeståndsdelen är silikat av aluminium samt någon annan metall. Glimmer kan lätt spaltas i tunna, glänsande skivor och är ett mineral som ingår i olika bergarter, till exempel gnejs och granit. Dess internationella namn "Mica" ingår ofta i varumärken för elektriska isolationssystem och i skönhetsprodukter.

## Användningsområden
Glimmer tål mycket hög temperatur och är en god isolator. Glimmer används därför ofta i samband med elektriska värmeapparater, t.ex. som stomme till en lindning med motståndstråd. Typexempel den elektriska brödrosten.
Andra goda egenskaper är hög elektrisk genomslagshållfasthet och låga dielektriska förluster vid högfrekvens. Av denna anledning används glimmer som separator i kondensatorer.
Muskoviten (se nedan) har också den egenskapen att den är genomskinlig som glas, och med sin höga smältpunkt lämpar den sig därför som material till fönster i ugnar och kaminer, där den kan stå emot höga temperaturer.
Glimmer används som elektrisk isolator i högspänningsmaskiner, exempelvis generatorer och motorer. ASEAs varumärken för isolationssystem till generatorer hette "Micapact" och "Micarex". Isolationsmaterial med glimmer som huvudbeståndsdel för elektrisk isolation.
Glimmer såsom Muskovit kan även ha använts förr i tiden som solstenar till att navigera på haven med.

## Olika glimmermineral
- Muskovit, även kallad ljus glimmer, ibland vit glimmer. Syns som små fjäll, när den är inbäddad i gnejs eller granit. Kemisk formel: KAl2(AlSi3O10)(OH)2
- Biotit även kallad mörk glimmer. Kemisk formel: K(Mg,Fe)3(AlSi3O10)[OH,F]2
- Flogopit